# Travis Moen
Pour les articles homonymes, voir Moen.
Travis Shawn Moen (né le 6 avril 1982 à Swift Current, dans la province de la Saskatchewan au Canada) est un joueur professionnel canadien de hockey sur glace.

## Carrière en club

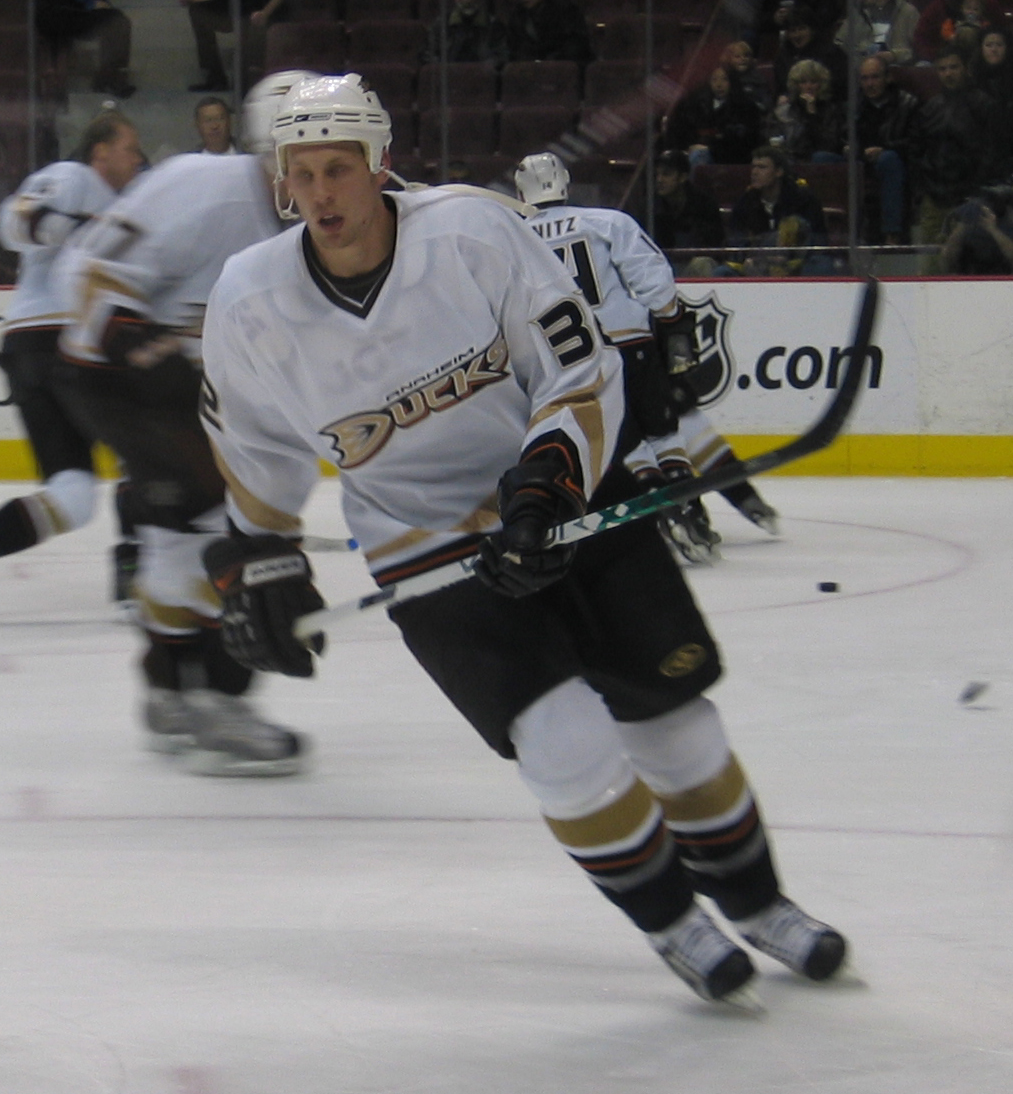
Moen dans l'uniforme des Ducks d'Anaheim

Il commence sa carrière en jouant dans la Ligue de hockey de l'Ouest pour les Rockets de Kelowna en 1998. Il passe trois saisons avec l'équipe inscrivant 58 points et recevant près de 400 minutes de pénalité.
En 2000, il participe au repêchage d'entrée dans la Ligue nationale de hockey et est choisi par les Flames de Calgary lors de la cinquième ronde (155e joueur choisi). Il choisit de ne pas rejoindre les Flames et continue dans la LHOu jusqu'à ce que la priorité des Flames pour lui faire signer un contrat arrive à expiration. Il signe alors en tant qu'agent libre avec les Blackhawks de Chicago en 2002.
Affecté à l'équipe de la Ligue américaine de hockey, les Admirals de Norfolk pour la saison 2002-2003, il fait ses débuts la saison suivante dans la LNH jouant la totalité des matchs. Au cours du lock-out 2004-2005 de la LNH, il joue avec les Admirals et avant le début de la saison 2005-2006, il rejoint les Mighty Ducks d'Anaheim en retour de Michael Holmqvist.
Pour la saison 2006-2007, il joue sur la même ligne d'attaque que Samuel Påhlsson et Rob Niedermayer. Les Ducks parviennent à atteindre les séries éliminatoires de la Coupe Stanley et Moen est décisif contre les Canucks de Vancouver inscrivant le but de la victoire pour que l'équipe mène 3 matchs à 1 en finale de l'association de l'Ouest. Il marque également deux buts décisifs pour la série finale contre les Sénateurs d'Ottawa : il inscrit le but de la victoire du premier match ainsi que le troisième but du dernier match gagné 6 à 2 pour aider l'équipe 2006-2007 des Ducks à remporter la Coupe Stanley.
Le 10 juillet 2009, il signe un contrat de 3 ans pour 4,5 millions de dollars avec les Canadiens de Montréal. Le 29 juin 2012, il signe un nouveau contrat de 4 ans avec les Canadiens.
Le 11 novembre 2014, il est échangé aux Stars de Dallas.
Le 29 novembre 2016, il prend officiellement sa retraite du hockey.

## Trophées et honneurs personnels
Coupe Stanley : 2007 avec les Ducks d'Anaheim

## Statistiques
| Saison     | Équipe                 | Ligue      |     | Saison régulière | Saison régulière | Saison régulière | Saison régulière | Saison régulière |    | Séries éliminatoires | Séries éliminatoires | Séries éliminatoires | Séries éliminatoires | Séries éliminatoires |
| Saison     | Équipe                 | Ligue      | PJ  | B                | A                | Pts              | Pun              | PJ               | B  | A                    | Pts                  | Pun                  |                      |                      |
| 1998-1999  | Rockets de Kelowna     | LHOu       | 4   | 0                | 0                | 0                | 0                | -                | -  | -                    | -                    | -                    |                      |                      |
| 1999-2000  | Rockets de Kelowna     | LHOu       | 66  | 9                | 6                | 15               | 96               | 5                | 1  | 1                    | 2                    | 2                    |                      |                      |
| 2000-2001  | Rockets de Kelowna     | LHOu       | 40  | 8                | 8                | 16               | 106              | -                | -  | -                    | -                    | -                    |                      |                      |
| 2001-2002  | Rockets de Kelowna     | LHOu       | 71  | 10               | 17               | 27               | 197              | 13               | 1  | 0                    | 1                    | 28                   |                      |                      |
| 2002-2003  | Admirals de Norfolk    | LAH        | 42  | 1                | 2                | 3                | 62               | 9                | 0  | 0                    | 0                    | 20                   |                      |                      |
| 2003-2004  | Blackhawks de Chicago  | LNH        | 82  | 4                | 2                | 6                | 142              | -                | -  | -                    | -                    | -                    |                      |                      |
| 2004-2005  | Admirals de Norfolk    | LAH        | 79  | 8                | 12               | 20               | 187              | 6                | 0  | 1                    | 1                    | 6                    |                      |                      |
| 2005-2006  | Mighty Ducks d'Anaheim | LNH        | 39  | 4                | 1                | 5                | 72               | 9                | 1  | 0                    | 1                    | 10                   |                      |                      |
| 2006-2007  | Ducks d'Anaheim        | LNH        | 82  | 11               | 10               | 21               | 101              | 21               | 7  | 5                    | 12                   | 22                   |                      |                      |
| 2007-2008  | Ducks d'Anaheim        | LNH        | 77  | 3                | 5                | 8                | 81               | 6                | 1  | 1                    | 2                    | 2                    |                      |                      |
| 2008-2009  | Ducks d'Anaheim        | LNH        | 63  | 4                | 7                | 11               | 77               | -                | -  | -                    | -                    | -                    |                      |                      |
| 2008-2009  | Sharks de San José     | LNH        | 19  | 3                | 2                | 5                | 14               | 6                | 0  | 0                    | 0                    | 2                    |                      |                      |
| 2009-2010  | Canadiens de Montréal  | LNH        | 81  | 8                | 11               | 19               | 57               | 18               | 2  | 1                    | 3                    | 4                    |                      |                      |
| 2010-2011  | Canadiens de Montréal  | LNH        | 79  | 6                | 10               | 16               | 96               | 7                | 0  | 1                    | 1                    | 2                    |                      |                      |
| 2011-2012  | Canadiens de Montréal  | LNH        | 48  | 9                | 7                | 16               | 41               | -                | -  | -                    | -                    | -                    |                      |                      |
| 2012-2013  | Canadiens de Montréal  | LNH        | 45  | 2                | 4                | 6                | 32               | 5                | 0  | 0                    | 0                    | 17                   |                      |                      |
| 2013-2014  | Canadiens de Montréal  | LNH        | 65  | 2                | 10               | 12               | 49               | 4                | 0  | 0                    | 0                    | 0                    |                      |                      |
| 2014-2015  | Canadiens de Montréal  | LNH        | 10  | 0                | 0                | 0                | 4                | -                | -  | -                    | -                    | -                    |                      |                      |
| 2014-2015  | Stars de Dallas        | LNH        | 34  | 3                | 6                | 9                | 14               | -                | -  | -                    | -                    | -                    |                      |                      |
| 2015-2016  | Stars de Dallas        | LNH        | 23  | 0                | 2                | 2                | 21               | 6                | 0  | 0                    | 0                    | 2                    |                      |                      |
| Totaux LNH | Totaux LNH             | Totaux LNH | 747 | 59               | 77               | 136              | 801              | 83               | 11 | 8                    | 19                   | 61                   |                      |                      |